# Mats Andersson (ishockeyspelare)
Mats Andersson, född 14 maj 1959 i Linköping, död 12 maj 1989, var en ishockeyspelare i Linköping HC. Han omkom när han ramlade ner från en balkong i Turkiet under sömngång. Han spelade i Linköping HC mellan åren 1976 och 1989.
Mats Andersson tröjnummer 10 pensionerades och är upphängd i Saab Arena.

## Statistik
|                    |                    |                    |         | Grundserie | Grundserie | Grundserie | Grundserie | Grundserie |
| Säsong             | Klubb              | Liga               | Matcher | Mål        | Assist     | Poäng      | Utv.       |            |
| ------------------ | ------------------ | ------------------ | ------- | ---------- | ---------- | ---------- | ---------- | ---------- |
| 1976–77            | Linköping HC       | Div. I             | 18      | 4          | 1          | 5          | —          |            |
| 1977–78            | Linköping HC       | Div. I             | 34      | 8          | 5          | 13         | 16         |            |
| 1978–79            | Linköping HC       | Div. I             | 36      | 6          | 8          | 14         | 45         |            |
| 1979–80            | Linköping HC       | Div. I             | 28      | 8          | 10         | 18         | 46         |            |
| 1980–81            | Linköping HC       | Div. II            | 25      | 17         | 8          | 25         | —          |            |
| 1981–82            | Linköping HC       | Div. II            | 2       | 1          | 1          | 2          | —          |            |
| 1982–83            | Linköping HC       | Div. II            | 22      | 15         | 26         | 41         | —          |            |
| 1983–84            | Linköping HC       | Div. II            | 10      | 6          | 7          | 13         | —          |            |
| 1984–85            | Linköping HC       | Div. II            | 22      | 14         | 19         | 33         | —          |            |
| 1985–86            | Linköping HC       | Div. II            | 27      | 12         | 11         | 23         | —          |            |
| 1986–87            | Linköping HC       | Div. II            | 31      | 21         | 22         | 43         | —          |            |
| 1987–88            | Linköping HC       | Div. II            | 31      | 25         | 28         | 53         | —          |            |
| 1988–89            | Linköping HC       | Div. I             | 28      | 14         | 15         | 29         | 38         |            |
| Division I totalt  | Division I totalt  | Division I totalt  | 144     | 40         | 39         | 79         | —          |            |
| Division II totalt | Division II totalt | Division II totalt | 170     | 111        | 122        | 233        | —          |            |